# Ondrej Devečka
Ondrej Devečka, Andrej Devečka nebo Ondřej Devečka (8. prosince 1884 Paludza – 18. března 1967 Bratislava) byl slovenský evangelický kněz, středoškolský učitel, československý politik a meziválečný poslanec Národního shromáždění za Republikánskou stranu zemědělského a malorolnického lidu (agrárníky).

## Biografie
Působil jako evangelický kněz (kaplan v Rimavské Píle a později farář v Jasenové), publicista a středoškolský učitel (v letech 1921-1922 v Dolním Kubíně, od roku 1923 ředitelem školy v Kežmarku).
V letech 1919-1920 zasedal v Revolučním národním shromáždění, kde byl členem Slovenského klubu (poslanci Revolučního národního shromáždění ze Slovenska se dosud nedělili podle stranických frakcí).
V parlamentních volbách v roce 1935 získal mandát v Národním shromáždění za agrárníky. Poslanecké křeslo si oficiálně podržel do zrušení parlamentu roku 1939, přičemž v prosinci 1938 přestoupil do klubu Hlinkova slovenská ľudova strana - Strana slovenskej národnej jednoty, do které se spojily všechny slovenské nesocialistické strany.
Po Mnichovu se v říjnu 1938 podílel za agrární stranu na dojednávání Žilinské dohody coby společné platformy slovenských stran ve prospěch autonomie a byl jedním ze signatářů její finální verze.